# Canadian (Texas)
Canadian település az Amerikai Egyesült Államok Texas államában, Hemphill megyében, melynek megyeszékhelye is. Lakosainak száma 2339 fő (2020. április 1.).

## Népesség
A település népességének változása:

| 2010 | 2 649 |
| 2020 | 2 339 |

A település az 1970-es években elérte az 5000 lakost a hatalmas olaj termelés alatt. Ez a 2000-es évek alatt 3000 fő alá csökkent, majd 2200 főn stabilizálódott

## Elhelyezkedése
Canadian északnyugatra található Hemphill megye központjától, 1 mérföldre (1,6 km-re) délre a Canadian Rivertől, ahol a Red Deer Creek csatlakozik hozzá. Az Egyesült Államok 60-as és 83-as útja Second Street néven halad át a város központján. Az US 60 északkeletre 261 km-re (162 mérföldre) vezet az oklahomai Enidbe és délnyugatra 101 mérföldre (163 km) Amarillóba, míg az US 83 északnyugatra 74 km-re (46 mérföldre) Perrytonba, délre pedig 82 km-re Shamrockba.
Az Egyesült Államok Népszámlálási Hivatala szerint Canadian teljes területe 1,3 négyzetmérföld (3,4 km²), melyből az összes szárazföldi terület.